# Emmanuel Iyoha
Emmanuel Iyoha, né le 11 octobre 1997 à Düsseldorf (Allemagne), est un footballeur allemand qui évolue au poste d'arrière gauche au Fortuna Düsseldorf.

## Biographie

### En sélection
Avec les moins de 19 ans, il participe au championnat d'Europe des moins de 19 ans en 2016. Lors de cette compétition, il ne joue qu'une seule rencontre, face aux Pays-Bas.
Par la suite, avec les moins de 20 ans, il dispute la Coupe du monde des moins de 20 ans 2017 organisée en Corée du Sud. Lors de cette compétition, il joue deux matchs, inscrivant un but contre le Vanuatu. L'Allemagne s'incline en huitièmes de finale face à la Zambie, après une séance de tirs au but.
Il reçoit sa première sélection avec les espoirs allemands le 21 mars 2019, lors d'un match amical contre la France (score : 2-2).

## Statistiques
| Saison                | Club                     | Championnat           | Championnat | Championnat | Championnat | Coupe(s) nationale(s) | Coupe(s) nationale(s) | Coupe(s) nationale(s) | Compétition(s) continentale(s) | Compétition(s) continentale(s) | Compétition(s) continentale(s) | Compétition(s) continentale(s) | Total | Total | Total |
| Saison                | Club                     | Division              | M.          | B.          | P.d.        | M.                    | B.                    | P.d.                  | Comp.                          | M.                             | B.                             | P.d.                           | M.    | B.    | P.d.  |
| 2015-2016             | Fortuna Düsseldorf       | 2.Bundesliga          | 5           | 0           | 0           | -                     | -                     | -                     | -                              | -                              | -                              | -                              | 5     | 0     | 0     |
| 2016-2017             | Fortuna Düsseldorf       | 2.Bundesliga          | 17          | 0           | 0           | -                     | -                     | -                     | -                              | -                              | -                              | -                              | 17    | 0     | 0     |
| 2020-2021             | Fortuna Düsseldorf       | 2.Bundesliga          | 7           | 0           | 0           | -                     | -                     | -                     | -                              | -                              | -                              | -                              | 7     | 0     | 0     |
| 2021-2022             | Fortuna Düsseldorf       | 2.Bundesliga          | 16          | 1           | 0           | -                     | -                     | -                     | -                              | -                              | -                              | -                              | 16    | 1     | 0     |
| 2022-2023             | Fortuna Düsseldorf       | 2.Bundesliga          | 27          | 4           | 0           | 3                     | 1                     | 1                     | -                              | -                              | -                              | -                              | 30    | 5     | 1     |
| 2023-2024             | Fortuna Düsseldorf       | 2.Bundesliga          | 16          | 1           | 0           | 3                     | 0                     | 0                     | -                              | -                              | -                              | -                              | 19    | 1     | 0     |
| Sous-total            | Sous-total               | Sous-total            | 90          | 6           | 0           | 5                     | 1                     | 1                     | -                              | 0                              | 0                              | 0                              | 95    | 7     | 1     |
| 2017-2018             | VfL Osnabrück (prêt)     | 3.Liga                | 25          | 4           | 2           | -                     | -                     | -                     | -                              | -                              | -                              | -                              | 25    | 4     | 2     |
| Sous-total            | Sous-total               | Sous-total            | 25          | 4           | 2           | 0                     | 0                     | 0                     | -                              | 0                              | 0                              | 0                              | 25    | 4     | 2     |
| 2018-2019             | FC Erzgebirge Aue (prêt) | 2.Bundesliga          | 29          | 3           | 6           | 1                     | 0                     | -                     | -                              | -                              | -                              | -                              | 30    | 3     | 6     |
| Sous-total            | Sous-total               | Sous-total            | 29          | 3           | 6           | 1                     | 0                     | 0                     | -                              | 0                              | 0                              | 0                              | 30    | 3     | 6     |
| 2019-2020             | Holstein Kiel (prêt)     | 2.Bundesliga          | 30          | 9           | 0           | 2                     | 0                     | -                     | -                              | -                              | -                              | -                              | 32    | 9     | 0     |
| Sous-total            | Sous-total               | Sous-total            | 30          | 9           | 0           | 2                     | 0                     | 0                     | -                              | 0                              | 0                              | 0                              | 32    | 9     | 0     |
| Total sur la carrière | Total sur la carrière    | Total sur la carrière | 172         | 22          | 8           | 7                     | 1                     | 1                     | -                              | 0                              | 0                              | 0                              | 179   | 23    | 9     |